# Гражданска война във Византия (1341 – 1347)
Вижте пояснителната страница за други значения на Гражданска война във Византия.
Гражданската война във Византия е военен конфликт през периода 1341 – 1347 във Византийската империя между привърженици на Йоан Кантакузин и привърженици на регентския съвет на Йоан V Палеолог, начело с Анна Савойска. Наричнана е и Втора гражданска война на Палеолозите, тъй като първата оставя някои нерешени въпроси, а Йоан Кантакузин е родственик на управляващата династия.

## Предистория
Към средата на XV век Източната империя е в затруднено политическо положение в резултат от предишната гражданска война на Палеолозите, която съсипва Византия, но възкачва на трона в Константинопол император Андроник III Палеолог. Новият василевс обаче е изправен пред много проблеми. В Мала Азия турците нахлуват във византийските провинции, разоряват ги и ги превземат. Бързо падат крепостите Никея и Никомедия, а Андроник III е принуден да откупва крепостите между Никомедия и Константинопол, като платеният трибут достига 200 000 перпери. Егейското крайбрежие е подложено на разбойнически нападения, като властта не може да обуздае авантюристи като Каталонската компания. На Балканите империята е притисната от България и Сърбия – българския цар Иван Александър успява да разбие Андроник при Русокастро, като по този начин си възвръща земите между Тунджа и Черно море. Така сърбите не срещат съпротива, напредват в Македония и Стефан Душан мести двора си в Прилеп. През 1341 Андроник III се разболява от малария и умира по време на поход в Епир. На трона се възкачва деветгодишния Йоан V Палеолог. Тъй като е малолетен се сформира регентски съвет начело на който по правило би трябвало да стои императрицата-майка на Йоан – католичката Анна Савойска. В съвета са включени издигналият се опортюнист Алексий Апокавк и влиятелният дългогодишен сподвижник на починалия император Йоан Кантакузин. Между тримата скоро проличават несъгласия, особено след претенцията на Кантакузин да ръководи съвета на базата на предишните си отношения със стария император. Това довежда да включването в съвета и на константинополския патриарх Йоан Калека в стремеж да се противостои на едноличната власт на великия доместик Кантакузин.

## Хронология на събитията
- 15 юни 1341 – Смърт на Андроник III. Династична криза във Византия, тъй като синът на починалия не е бил официално обявяван за престолонаследник и съимператор съгласно тогавашната практика.
- 20 юни 1341 – Контролиращият войската Йоан Кантакузин поставя Ана Савойска и Йоан Палеолог под домашен арест и узурпира ръководството на регентския съвет. Напуска столицата за военна кампания срещу Сръбското кралство на Стефан Душан.
- есента на 1341 – Анна и Апокавк се възползват от временното отсъствие на Кантакузин от столицата и го обявяват за узурпатор, враг на империята, лишават го от ръководството на армията, арестуват близките му, а патриархът го отлъчва от църквата.

- 26 октомври 1341 – Официално начало на войната, след като пред лоялна армия от 2000 конника и 4000 пехотинеца, и подкрепен от всички поземлени аристократити-динати Йоан Кантакузин е провъзгласен за император в Димотика[2].
- 19 ноември 1341 – Регентите легитимират войната, като короноват Йоан V Палеолог за единствен император. Конфликтът придобива класов характер, като към регентската партия открито се присъединяват градските търговско-занаятчийски общности, толериращи идентичните ценности на Запада, който олицетворява императрицата им. Това противопоставяне се ескалира и от културно-социалното явление исихазъм, което допълнително поляризира византийското общество на твърдолинейно православна поземлена аристокрация и толерантна проуниатска градска буржоазия. Реални военни действия са възпрепятствани от извънредно студената зима.
- 2 март 1342 – Йоан Кантакузин посреща пролетта със силно оредяла армия и намалена подкрепа от аристокрацията. Той е принуден да остави съпругата си Ирина Асенина да брани Димотика докато той се отправя към Солун за да потърси подкрепа от управителя му. Последният обаче е свален и регентски флот начело с Йоан Апокавк пристига преди узурпатора във втория град на империята. Зилотите обявяват безпрецедентен седемгодишен републикански режим на самоуправство в Солун[3].
- юли 1342 – Кантакузините са изоставени от струмишкия си съюзник Хрельо войвода, който вероятно получава обещания от регентите да запази завладения по-рано с общи усилия Мелник за себе си. Така Йоан Кантакузин губи половин армия и е принуден да отстъпи на север към земите на доскорошния си враг Стефан Душан, с когото се среща в Прищина. Съветван от Йоан Оливер сръбският крал обещава помощ на Узурпатора срещу правата над всички завладени от сърбите градове в Западна Македония и Тесалия до Кавала без Солун. По-късно същото лято Кантакузин е отблъснат при Сяр, но сръбски войски заемат ромейските градове Кастория, Едеса и Флорина. С овладяването на Северен Епир са поставени основите на Сръбското царство.

- есента на 1342 – Ирина Асенина е обсадена в Димотика от регентски войски и търси помощ от българския си сродник Иван Александър. Изпратената българска войска въобще не достига до обсадения град, а се захваща да граби изоставената на произвол провинция[4].
- ранна 1343 – Айдънски турски флот от 300 кораба и 29 000 бойци начело с Умур бег достига Димотика срещу течението на Марица, разкъсва обсадата, а след това до края на годината граби из Тракийската низина.
- април 1343 – Включването на Айдън на страната на Кантакузин му позволява да договори градовете Бероя, Сервия и Платамон да се предадат на него, а не на сърбите. Това отблъсва Стефан Душан и Сръбското царство минава на страната на регентите, които легитимират завоеванията му.
- 1343 – 1345 – С помощта на турците Кантакузин последователно заема контрол над регентските градове в Македония и Тесалия, като безуспешно обсажда и Солун. С падането на Комотини той навлиза и в Родопите.
- август 1343 – Поради опустошената провинция в столицата настъпва глад. Регентската хазна е изпранена и Анна Савойска е принудена да заложи коронните съкровища при венецианците срещу 30 000 дуката за да продължи делото си. Тя дори обещава на папата, че ако получи подкрепата му ще приеме неговото върховенство над Източната империя и ще убеди константинополския патриарх да му се поклони.
- 1344 – Регентството привлича за съюзник българското царство като отстъпва на Иван Александър 10 града северно от Марица начело с Пловдив. Подсигурена е помощта и на ренегата Момчил войвода, доскорошен наемник на Кантакузините.
- май 1344 – Битка при Стефаниана, сблъсък между старите и новите съюзници на Кантакузините. Прелюб войвода отстъпва пред турците.

- 28 октомври 1344 – Без да се обявяват в подкрепа на регентите в Айдън нахлуват латински кръстоносци.
- 11 юни 1345 – Най-богатият човек в Империята Алексий Апокавк е убит по време на посещение на политически затворници в Константинопол.
- 7 юли 1345 – Битка при Перитор – деспотът на Меропа Момчил загива и 5-хилядната му армия е извадена от войната. Скоро след това Умур бег изоставя Кантакузин и се връща да отбранява бейлика си срещу нова кръстоносна атака. Узурпаторът кани нови турски войски – от Сарухан и от Османския бейлик.
- 16 април 1346 – Скопие – След като е овладял половината от предвоенната Византия Стефан Душан е коронован за Император на сърби и ромеи.
- 19 май 1346 – Срутване на част от купола на Света София в Константинопол е прието като много зла поличба.
- 21 май 1346 – Адрианопол – Във формална церемония Йоан Кантакузин е коронован за Император от Патриарха на Йерусалим, а Йоан Калека е отлъчен от църквата. В Силиврия дъщерята на Йоан Теодора Кантакузина е дадена за жена на османеца Орхан Гази.
- лятото на 1346 – Регентството губи съюзници, като от Кареси отказват помощ, а карвунският отряд на Добротица е разбит с лекота. Кантакузин обсажда столицата, но отказва да позволи на турците да щурмуват стените.
- 2 февруари 1347 – Йоан Калека е свален от патриаршеския престол. Същата нощ Златната порта е отворена пред Йоан Кантакузин и той достига до Влахерна.
- 8 февруари 1347 – Войната приключва, след като двете страни се договарят Йоан Кантакузин да бъде старши император за десет години, съимператорът му Йоан V да се ожени за Елена Кантакузина, а всички от регентската фракция да получат прошка и амнистия. Договорът е изпълнен, но не получава широк обществен прием, тъй като не решава социално-класовите и културно-религиозните проблеми на империята, нито външнополитическите ангажименти, поети през войната.
- 1347 – 1348 – Черната смърт пристига в империята. Кесарят Прелюб покорява останалите ромейски градове в Македония и Тесалия след смъртта на севастократора им Йоан Ангел Кантакузин.

- 1348 – 1349 – Митническа война с Генуа не дава желаните плодове и Константинопол остава силно зависим от търговията и снабдяването от Морската република.
- 1349 – В Мореа Мануил Кантакузин основава Пелопонеско деспотство, което ще оцелее до 1460 като последната средновековна ромейска държава.
- 1350 – Кантакузин покорява със сила Зилотския ексклав в Солун. Аристотелианското варлаамитство е обявено за ерес и в България.
- 1351 – Анна напуска Константинопол и се установява в Солун, където организира собствен двор, издава декрети от свое име и сече монети със своя образ.
- Mай 1351 – Събор в Константинопол приема мистичният исихазъм за основно благо на източноправославната традиция.
- 1352 – Войната е възобновена, когато Йоан V напада апанажа на Матей Кантакузин.
- октомври 1352 – Битка при Димотика – 4000 сърби под командването на Градислав Борилович са пометени от 10 000 османци на Орхан Гази. Йоан V бяга на остров Тенедос. Сражението остава в историята като „Знаменитата битка при Питион“ .

- март 1353 – Йоан V Палеолог безуспешно напада Константинопол.
- 2 март 1354 – Земетресение разрушава и депопулира полуостров Галиполи. Орхановия син Сюлейман населва района с първите турски семейства в Европа.
- ноември 1354 – Йоан V Палеолог, вече с генуезка подкрепа, овладява Константинопол. Йоан VI Кантакузин абдикира и се замонашва в манастира Ватопеди.
- 1354 – 1357 – Орхан вече не се смята за обвързан от съюз и започва военни действия срещу Византия, като неговият син Сюлейман завзема Малгара, Ипсала и Виза.

## Последици
| „                                  | ...Цялото население се раздели на две части на едната страна бяха мъдрите, на другата безразсъдните, на едната страна – тези които се отличаваха с богатсто и известност, на другата – онези които нямаха нищо. | “ |
| Никифор Григора, Historia Rhomaike | |   |

Гражданската война е повратен момент в историята на Византия и всички балкански народи. Първото проникване на турците в Европа има съществени исторически последици. След като не успява да заплати на наемната войска дължимите суми Йоан трябва да понесе трайното заселване на османците на Балканите и многобройните грабителски походи, които в крайна сметка водят до свалянето му от трона.
Цар Стефан Душан и Иван Александър завоюват големи територии от Византия. Ромейската държава банкрутира и изпада във все по-голяма зависимост от Венеция.
При наследника Йоан V завоевателните походи на турците достигат своя апогей. Остатъците от византийската войска са разбити в битката при Одрин.
Гражданската война във Византия бележи пълният край Византийското надмощие и отваря последната страница от съществуването на феодално разпокъсаните средновековни държави България и Сърбия.